# Gersprenz (Reichelsheim)
Gersprenz ist ein Ortsteil der Gemeinde Reichelsheim im südhessischen Odenwaldkreis.

## Geographie
Der Ortsteil Gersprenz liegt im Granitgebiet des vorderen Odenwaldes, im oberen Gersprenztal, ca. 11 km nordwestlich von Erbach und 3,7 Kilometer nordöstlich der Kerngemeinde Reichelsheims.
Der Ortsteil wird begrenzt durch die 233,5 Hektar umfassende Gemarkung Gersprenz. Er besteht aus den Weilern Ober-Gersprenz und Unter-Gersprenz sowie dem Wohnplatz Hutzwiese.
An den Ortsteil Gersprenz grenzen, vom Norden beginnend, im Uhrzeigersinn die Gemeinden Fränkisch-Crumbach und Brensbach sowie die Reichelsheimer Ortsteile Ober-Kainsbach und Beerfurth. In Ober-Gersprenz treffen sich die Bundesstraßen B 38 und B 47 und verlaufen auf einer gemeinsamen Trasse weiter nach Beerfurth.

## Geschichte

### Ortsgeschichte
Die älteste erhaltene Erwähnung des Ortes, als Gaspenza, stammt von 1012. Weitere Erwähnungen erfolgten unter den Ortsnamen (in Klammern das Jahr der Erwähnung): Gerspenze (1408), Gerspentze (1412, 1450) und Gerstpentz  (16. Jahrhundert).
Die Gemeinde Gersprenz bestand aus den Weilern Ober-Gersprenz und Unter-Gersprenz.
Ober-Gersprenz und Unter-Gersprenz gehörten zum Amt Reichenberg der Grafschaft Erbach, die mit der Mediatisierung 1806 Teil des Großherzogtums Hessen wurde. Ab 1822 gehörte Gersprenz zum Landratsbezirk Erbach, ab 1852 zum Kreis Erbach (ab 1939: „Landkreis Erbach“), der – mit leichten Grenzberichtigungen – seit 1972 Odenwaldkreis heißt. Bis zur Gründung der Gemeinde Gersprenz aus Unter- und Ober-Gersprenz mit der Siedlung Hutzwiese war die Bürgermeisterei in  Kirch-Beerfurth für die Verwaltung zuständig.
Nach Auflösung des Amtes Erbach 1822 nahm die erstinstanzliche Rechtsprechung für Gersprenz das Landgericht Michelstadt wahr, ab 1879 das Amtsgericht Michelstadt.
Vom 10. Oktober 1887 bis 25. Mai 1963 waren in den Orten Ober- und Unter-Gersprenz Haltestellen der Reinheim-Reichelsheimer-Eisenbahn.
Hessische Gebietsreform (1970–1977)
Zum 1. Februar 1971 wurde die bis dahin selbständige Gemeinde Gersprenz im Zuge der Gebietsreform in Hessen auf freiwilliger Basis in die Gemeinde Beerfurth eingegliedert, die am 1. August 1972 kraft Landesgesetz als Ortsbezirk zur Gemeinde Reichelsheim i. Odw. kam. Für Gersprenz sowie für die meisten im Zuge der Gebietsreform nach Reichelsheim eingegliederten Gemeinden wurde ein Ortsbezirk gebildet.

### Verwaltungsgeschichte im Überblick
Die folgende Liste zeigt die Staaten und Verwaltungseinheiten, denen Gersprenz angehört(e):
- vor 1718: Heiliges Römisches Reich, Grafschaft Erbach, Amt Reichenberg
- ab 1718: Heiliges Römisches Reich, Grafschaft Erbach-Erbach, Anteil an der Grafschaft Erbach, Amt Reichenberg
- ab 1806: Großherzogtum Hessen (Souveränitätslande),[Anm. 2] Fürstentum Starkenburg, Amt Reichenberg (Standesherrschaft Erbach)
- ab 1815: Großherzogtum Hessen[Anm. 3] (Souveränitätslande), Provinz Starkenburg, Amt Reichenberg
- ab 1822: Großherzogtum Hessen, Provinz Starkenburg, Landratsbezirk Erbach[Anm. 4]
- ab 1848: Großherzogtum Hessen, Regierungsbezirk Erbach
- ab 1852: Großherzogtum Hessen, Provinz Starkenburg, Kreis Lindenfels
- ab 1871: Deutsches Reich,[Anm. 5] Großherzogtum Hessen, Provinz Starkenburg, Kreis Lindenfels
- ab 1874: Deutsches Reich, Großherzogtum Hessen, Provinz Starkenburg, Kreis Erbach
- ab 1918: Deutsches Reich, Volksstaat Hessen,[Anm. 6] Provinz Starkenburg, Kreis Erbach
- ab 1938: Deutsches Reich, Volksstaat Hessen, Landkreis Erbach[15][Anm. 7]
- ab 1945: Deutsches Reich, Amerikanische Besatzungszone,[Anm. 8] Groß-Hessen, Regierungsbezirk Darmstadt, Landkreis Erbach
- ab 1946: Deutsches Reich, Amerikanische Besatzungszone, Land Hessen, Regierungsbezirk Darmstadt, Landkreis Erbach
- ab 1949: Bundesrepublik Deutschland, Land Hessen, Regierungsbezirk Darmstadt, Landkreis Erbach
- ab 1971: Bundesrepublik Deutschland, Land Hessen, Regierungsbezirk Darmstadt, Landkreis Erbach, Gemeinde Beerfurth[Anm. 9]
- ab 1972: Bundesrepublik Deutschland, Land Hessen, Regierungsbezirk Darmstadt, Odenwaldkreis, Gemeinde Reichelsheim[Anm. 10]

## Bevölkerung

### Einwohnerstruktur 2011
Nach den Erhebungen des Zensus 2011 lebten am Stichtag, dem 9. Mai 2011, in Gersprenz 207 Einwohner. Darunter waren 9 (4,3 %) Ausländer. Nach dem Lebensalter waren 36 Einwohner unter 18 Jahren, 96 zwischen 18 und 49, 45 zwischen 50 und 64 und 30 Einwohner waren älter. Die Einwohner lebten in 84 Haushalten. Davon waren 21 Singlehaushalte, 24 Paare ohne Kinder und 30 Paare mit Kindern, sowie 6 Alleinerziehende und 3 Wohngemeinschaften. In 15 Haushalten lebten ausschließlich Senioren und in 60 Haushaltungen lebten keine Senioren.

### Einwohnerentwicklung
| Gersprenz: Einwohnerzahlen von 1829 bis 2023 | Gersprenz: Einwohnerzahlen von 1829 bis 2023 | Gersprenz: Einwohnerzahlen von 1829 bis 2023 | Gersprenz: Einwohnerzahlen von 1829 bis 2023 | Gersprenz: Einwohnerzahlen von 1829 bis 2023 |
| --- | -------------------------------------------- | -------------------------------------------- | -------------------------------------------- | -------------------------------------------- |
| Jahr |                                              |                                              |                                              | Einwohner                                    |
| 1829 | 1829                                         |                                              | 158                                          | 158                                          |
| 1834 | 1834                                         |                                              | 169                                          | 169                                          |
| 1840 | 1840                                         |                                              | 182                                          | 182                                          |
| 1846 | 1846                                         |                                              | 195                                          | 195                                          |
| 1852 | 1852                                         |                                              | 161                                          | 161                                          |
| 1858 | 1858                                         |                                              | 178                                          | 178                                          |
| 1864 | 1864                                         |                                              | 194                                          | 194                                          |
| 1871 | 1871                                         |                                              | 177                                          | 177                                          |
| 1875 | 1875                                         |                                              | 180                                          | 180                                          |
| 1885 | 1885                                         |                                              | 193                                          | 193                                          |
| 1895 | 1895                                         |                                              | 184                                          | 184                                          |
| 1905 | 1905                                         |                                              | 181                                          | 181                                          |
| 1910 | 1910                                         |                                              | 173                                          | 173                                          |
| 1925 | 1925                                         |                                              | 168                                          | 168                                          |
| 1939 | 1939                                         |                                              | 159                                          | 159                                          |
| 1946 | 1946                                         |                                              | 204                                          | 204                                          |
| 1950 | 1950                                         |                                              | 212                                          | 212                                          |
| 1956 | 1956                                         |                                              | 213                                          | 213                                          |
| 1961 | 1961                                         |                                              | 190                                          | 190                                          |
| 1967 | 1967                                         |                                              | 187                                          | 187                                          |
| 1970 | 1970                                         |                                              | 189                                          | 189                                          |
| 1980 | 1980                                         |                                              | ?                                            | ?                                            |
| 1990 | 1990                                         |                                              | ?                                            | ?                                            |
| 2000 | 2000                                         |                                              | ?                                            | ?                                            |
| 2011 | 2011                                         |                                              | 207                                          | 207                                          |
| 2023 | 2023                                         |                                              | 197                                          | 197                                          |
| Datenquelle: Historisches Gemeindeverzeichnis für Hessen: Die Bevölkerung der Gemeinden 1834 bis 1967. Wiesbaden: Hessisches Statistisches Landesamt, 1968. Weitere Quellen: LAGIS; Zensus 2011; Gemeinde Reichelsheim |                                              |                                              |                                              |                                              |

### Historische Religionszugehörigkeit
Im Jahr 1961 waren 173 Einwohner evangelisch (= 91,05 %) und 15 katholisch (= 7,89 %).

## Politik
Ortsbeirat
Für Gersprenz besteht ein Ortsbezirk (Gebiete der ehemaligen Gemeinde Gersprenz) mit Ortsbeirat und Ortsvorsteher, nach Maßgabe der §§ 81 und 82 HGO und des Kommunalwahlgesetzes in der jeweils gültigen Fassung gebildet. Der Ortsbeirat besteht aus fünf Mitgliedern. Bei den Kommunalwahlen in Hessen 2021 betrug die Wahlbeteiligung zum Ortsbeirat Rohrbach 63,64 %. Dabei wurden gewählt: drei Mitglieder der SPD und zwei Mitglieder der Gemeinschaftsliste „CDU und Reichenbacher Wählergemeinschaft“ (CDU-RWG). Der Ortsbeirat wählte Jürgen Dingeldein (SPD) zum Ortsvorsteher.